# رنگ در معماری داخلی
رنگ یک زبان جهانی است. رنگ احساسات را تحریک می‌کند. فرهنگ‌ها را شکل می‌دهد و پیش زمینه جهان ما را می‌سازد. صحبت در مورد رنگ موجب می‌شود که خصوصیات موسیقی و طبیعت و ویژگی‌های شخصیتی را به جا آوریم و رنگ بر خلاف سایر ملزومات دکوراسیون یک بعد انسانی دارد که نمی‌توان آن را نادیده گرفت. در واقع رنگ می‌تواند حالت ها را تغییر دهد، فضاهای خاصی به وجود آورد و روحیهٔ انسان را بهتر کند و در همین حال جولانگاه خوب و امنی برای خلاقیت انسان است.
دیدن رنگ‌ها، استفاده از آن‌ها و فضاسازی با پالت شخصی و دلخواه، زمینهٔ آرامش بخشی را در زندگی روزانه ایجاد می‌کند. رنگ یکی از ملزومات باشکوه زندگی است. خانه‌ای که غرق رنگهای مناسب باشد همیشه آرامش بخش است؛ اتاق‌ها با ترکیب جالب رنگها، بافت و ابعاد، زنده و زیبا می‌شود.

## توصیف رنگ
اگر به اهمیت استفاده از سایه و رنگ مایه‌های ساده پی ببرید استفاده از رنگ ها در طراحی دکور به تجربهٔ ارزنده‌ای بدل می‌شود. واکنش ما به رنگها می‌تواند از بعد احساسی یا علمی مورد بررسی قرار گیرد. کشف این مسئله چگونه بر فضا تأثیر می‌گذارد کمک می‌کند تا دریابید چه چیزی حس بهتری در شما ایجاد می‌کند.

## رنگ در سطوح واحجام
اگر داخل ساختمان به سطوح و احجام تخیلی و آبستره تقسیم شده باشد، سعی کنید که هر حجم یا سطحی را با ترفندی ظریف با رنگی عمل آورید. جایگزینی مؤثر رنگها در هر اندرونی موجب سادگی و شفافی در منطق بصری فضا می‌شود. این نوع فضاها بدون رنگ پردازی فکر شده بی محتوا و آشفته به نظر می‌رسد.
رنگهای برجسته توان جذب دقت به هر نوع نمای خاص و عنصر معماری داخلی را دارد، از قبیل طبقه‌بندی‌های مختلف، پارتیشن‌ها و غیره حتی می توانید زمان انتخاب، رنگ‌های قوی و متضاد اما مناسبی را به کار گیرید. مطمئن باشید که عناصر منتخب ویژه شما در معماری داخلی مناسب‌ترین موارد برای برجسته شدن هستند.

## اصول هماهنگی رنگها
پایدارترین تئوری هماهنگی رنگ در معماری داخلی عبارت است از اطمینان به اینکه رنگها در هر نوع رنگ بندی در بعضی ویژگی‌ها و خصائل با یکدیگر مشارکت دارند. به یاد داشته باشید که رنگها سه نوع ویژگی دارند:
نام رنگ hue or color
ارزش رنگ درجه سیر و روشنی value color
میزان اشباع chroma=saturation
حفظ برخی تشابه بین رنگها به شما این اطمینان را می‌دهد که رابطه‌ای بین یکایک آنهاست که منجر به هماهنگ شدن شان می‌شود. پس ابتدا باید پایه هماهنگی ترکیب رنگها مهیا شود آنگاه برای برجستگی بصری لازم است که رنگهای نمایشی به آن‌ها اضافه نماییم که این مهم برای سرزنده نمایاندن ترکیب رنگ و ممانعت از ملال‌آور شدنشان می‌باشد

## رنگها و ارزش رنگهای متشابه(similar hue and value)
روش آسان برای نیل به هماهنگی در رنگ، همانا حفظ میزان رنگ و ارزش رنگ به‌طور متناسب، ثابت و فقط با تغییری است که گهگاه در اندازه اشباع شدگی رنگ پیش می‌آید یعنی تراکم و به زبان دیگر خلوص رنگ را زیاد و کم می‌کند.
این کار بدین معنی است که در یک انتخاب از نمونه رنگهای متناسب، بکار رفته در یک ترکیب تک رنگ، روشنی یا تیرگی نسبی ثابت مانده و فقط قدرت رنگ یا درجه اشباع آن است که کم و زیاد می‌شود. برخی رنگها می‌توانند خیلی جاندار و پر ملات باشند و برخی دیگر آبکی و کم ملات.

## نام رنگ‌های مشابه با میزان خلوص آنها(similar hue and chroma)
شیوه دیگری برای دستیابی به هماهنگی، همانا حفظ رنگ و خلوص یا اشباع آن به میزان برابر و متغیر نمودن ارزش رنگ می‌باشد. این نوع ترکیب رنگ شامل تغییرات همان رنگ با همان توان رنگ همراه با سیر و روشنی نسبی و تغییرات رنگ می‌باشد.

## ارزش رنگها و میزان خلوص ثابت باشد (similar value and chroma)
باز هم روشی دیگر برای هماهنگی رنگ؛ حفظ ارزش رنگ و میزان اشباع یا خلوص به صورت ثابت و تغییر خود رنگ است در این شرایط روشنی و تیرگی نسبی، ثابت به نظر ممی رسد هم آنگونه که درجه اشباع رنگ نیز ثابت است و تنهاخود رنگ است که تغییر می‌کند. به‌طور غیر منتظره‌ای این روش کمتر مورد تجربه قرار می‌گیرد پس با حفظ ارزش رنگ و درجه اشباع در شکل ثابت است و رنگها گهگاه به خاکستری می‌گراید (اشباع با درجه متوسط) متمایل می‌شوند. به یاری موارد ذکر شده شما می‌توانید عملاً هر یک از رنگها را با هم ترکیب کنید که نتیجه آن آفرینش ترکیب بندی فوق العاده چشمگیر و هم آهنگ خواهد بود.

## سادگی را حفظ کردن
برای اجرای آسانترین و مطمئن‌ترین ترکیب بندی، اول اینکه فقط با دو رنگ بسیار نزدیک، مرتبط با یکدیگر کار کنید. دیگر اینکه برای برخی از فضاها و رنگهای یکنواخت momoton استفاده از یک تک رنگ momton &mono chromatic در رنگ بندی بجا و رویکردی صحیح است. برای مثال اگر درون خانه‌ای مبلمان ئ رنگ کلی فضا همخوان ئ یکسان باشند، این ترکیب خود جلب نظر می‌کند.
اغلب با وجود اینکه شما اسباب و اثاثیه را با هدف یکی کردن مبلمان با معماری داخلی خانه یکسان می‌نمایید حتمادر می‌یابید که با مقدار جورواجوری مبلمان بدقواره، که بیشتر به آن‌ها اثاثیه می‌توان اطلاق کرد تا اشیاء فکر شده و بجا برای فضای مورد نظر مواجه هستید. یعنی زندگی شما بیشتر اوقات متمایل به پر شدن بی هدف با انواع اسباب اثاثیه می‌شود. یک میز تحریر، یک چراغ خاص سوغاتی از اروپا یا یک تک پارچه بته جقه هدیه شده از طرف عمه جان. حال برای ارتباط دادن همه این عناصر گلچین شده با مبلمان و اشیاء جانبی آرایشی، اصولی‌ترین راه آفرینش سادگی در معماری پس زمینه این اشیاء می‌باشد. طراحان و دکوراتورها این روش را برای دستیابی به ساختاری صحیح در معماری داخلی خود بر می‌گزینند.

## ترکیب بندی خنثی ولی یکنواخت
یک ترکیب بندی خنثی رویکردی محافظه کارانه و بدون اشتباه در آرامش یک فضای داخلی می‌باشد که برای اشیاء برجسته تزیینی و کارهای هنری در فضا، زمینه ساز برجستگی و درخشش شده‌است. به یاری سادگی و نامرئی بودن پس زمینه، بدین معنی که پس زمینه بدون خودنمایی باعث نمایش اشیاءتزیینی و کارهای هنری شود، یک رنگ بندی خنثی واقعی هیچگاه نه سرد است نه گرم و به‌طور نسبی کلاً خنثی است، در بر گیرنده رنگ ریزه‌های سفید، سفید شیری و خاکستری خنثی بوده و آفریننده حال و هوای بسیار شیک و جدی در فضا می‌باشد، احساس بر انگیخته شده به وسیلهٔ طراحی رنگ موجب آرامش، احساس وظیفه، گوشه گیری، ظرافت، تسلط پاکی، جدیت و خشکی است.

## رنگ بندی‌های سرد و یکنواخت
در رنگبندی سرد و یکنواخت رنگها عبارتند از سبز-خاکستری-صورتی-خاکستری یا شیری سرد، یک فضای داخلی با رنگ بندی سرد یکنواخت بیشتر گرایش به هوایی بودن دارد و برای پرهیز از یک فضای ناخوشایند و خشک روشن تر از یک فضای گرم یکنواخت خواهد بود. تجهیز مبلمان نقش مهمی را در آفرینش گرمای دلپذیر دارد چند قطعه مبل چشمگیر در تعادل فضا نقش مهمی می‌تواند ایفا کند.

## رنگبندی گرم و یکنواخت
رنگبندی‌های گرم و یکنواخت رویکردی ساده در طراحی رنگ می‌باشند رنگها می‌توانند خاکستری گرم، بژ و از مجموعه طیف رنگهای گرم نیز می‌باشند، زیر مجموعه رنگهای خاکستری گرم می‌توانند آفریننده فضایی دعوت‌کننده، دنج و آرامش بخش باشد. حال فضایی مطلقاً گرم و یکنواخت می‌توانند به وسیلهٔ چند شیء برجسته با رنگ سرد از انواع تابلو یا لوازم جانبی تزیینی تعادل و توازن رنگ فضا را کامل می‌کند.

## رنگبندی‌های متشابه یا همگن
رنگبندی‌هایی که به یکدیگر شباهت داشته و یادر چرخه رنگ همسایه یکدیگرند، متشابه نام دارند. در رنگهای ملایم (با سفید ترکیب شده) ویا سایه رنگها (با سیاه ترکیب شده) هم آهنگی وجود دارد. زمانی که رنگی قوی و پر توان را انتخاب می‌کنید یک رنگ بندی آنالوگ رویکردی مطمئن و مستدل برای پایان بخشیدن خوش به هم آهنگی رنگی شماست. تأثیر زیبا شناسانه عمومی ئ رئانشناختی در رنگبندی آنالوگ بستگی به ارزیابی زنگهای انتخابی شما دارد.
رنگبندی متشابه یا آنالوگ نسبتاً از نظر اجرا آسان می‌باشد و زمینه انعطاف‌پذیری در ایجاد هماهنگی با تعدادی از سایر تجهیزات مانند مبلمان مهیا می‌سازد. این نوع راهکار در رنگبندی بعنئان حلال مشکلات برای زمانی است که رنگین مجموعه‌ای از اثاثیه و مبلمان گلچین شده را می‌آزمایید.

## رنگبندی‌های مکمل
رنگهای مکمل یا متمم. آنهایی هستند که در چرخه معروف رنگها درست در مقابل یکدیگر قرار دارند. حال رنگبندی رنگ‌های مکمل اغلب بیشترین برجستگی و سرزندگی را دارا بوده و عملاً مشکل سازند و هرگونه چالش در داوری، انتخاب و بکارگیری به موقع این رنگها، موجب ایجاد رنگبندی نا هنجاری می‌شود. بنابراین مطالعه موفقیت‌آمیز نمونه‌های رنگبندی‌های مکمل لازم است، زیرا درک این موضوع که کدام یک از رنگها لازم و دیگری غیر لازم است حیاتی است. نهایت اینکه طراحی با رنگهای مکمل اغلب حاصلش هیجان، شادابی، انرژی و جنبش می‌باشد.

## رنگ وبافت
جنس و بافت. عاملی مهمی است که باعث زنده شدن رنگها می‌شود. در واقع برخی رنگها تنها در صورت قرار گرفتن در جنس و بافت مناسب می‌توانند هم نشینی زیبایی را ارائه دهند. مثلاً پارچه نخی سفید وچرم مشکی کاملاً با هم مناسب هستند. ما می تئانیم از دو جنبه به این مسئله نگاه کنیم. مثلاً وقتی نور از بافت‌های مختلف باز می‌تابد. ما تأثیرات مختلفی را مشاهده می‌کنیم. شاید این بازتاب درخشان، مات، کدر یا شفاف باشد یا نرمی و زبری بافت آن، توجه انسان را به خود جلب کند. اما ما از لحاظ فیزیکی نیز می‌توانیم از بافت پارچه لذت ببریم. و این زمانی است که بافت و جنس پارچه نیز با زیبیی ظاهری آن هماهنگ است.

## رنگ و نور
نور فراوان خوب و طبیعی یکی از بهترین عناصر در دکوراسیون است که می‌توانید روی آن مانور بدهید. این ساختمان صنعتی شهری به یک آپارتمان بادگیر و بزرگ تبدیل شده‌است اما چندان احتیاجی به اسباب اضافی دیگر برای تکمیل خطوط خوب معماری و سایه روشن‌های مناسبش ندارد. نور مناسب شب در چنین فضایی، ترکیبی از چند نوع مختلف نور و درجه‌های متعدد ان است تا بتواند با فضای ساختمان، سازگار شود. در نتیجه هالوژن، تنگستن و فلورسنت هم برای ایجاد نئر واحد و مناسب در آن مفید هستند.

## رنگ در معماری
معماران و طراحان داخلی به هنگام طراحی، ساختمان را از نظر فرام، فضا،نور، رنگ، بافت مورد بررسی قرار می‌دهند، اما متأسفانه یکی از اجزایی که کمتر مورد توجه قرار می‌گیرد رنگ است.
برای اینکه تأثیرات رنگ از همان ابتدا مشخص شود، باید انرا به عنوان یکی از اجزای تشکیل دهنده از همان آغاز انتخاب نمود، نه اینکه بعد از اتمام طراحی، مبادرت به انتخاب آن کرد. لازم نیست که طراحی رنگ، چیزی به هزینه‌های ساخت و ساز یا تعمیرات اضافه کند. باید برای کار در پیش رو برنامه‌ریزی کنیم. بهترین راه این است که رنگ‌های نقاشی و سایر مصالح را به عنوان ترکیب ساده رنگ در نظر بگیریم.
موفق‌ترین طراحی رنگ در فضای داخلی باید در خور اهداف طراحی باشد و به ان واکنش نشان دهد. تناسب و تأثیرگذاری رنگ بر روند طراحی شامل موارد زیر است:
- هماهنگی با محیط
- جلب توجه
- تعدیل کردن فضا از نظر کوچک و بزرگ جلوه دادن ان
- تفکیک کردن و محدود کردن فضا
- جداسازی و تعریف فضا
- همسان و همگون کردن بافت فضا

## رنگ در معماری اسلامی
رنگ از تکثیر نور حاصل می‌شود و نمایانگر کثرتی است که ارتباطی ذاتی با وحدت دارد. از دیدگاه اندیشمندان هنر اسلامی، رنگ سفید نماد وجود مطلق و رنگ سیاه که پوشش خانه کعبه است نماد اصلی تعالی و فراوجودی است که خانه کعبه با آن ارتباط دارد، رنگ‌های آبی، فیروزه‌ای و طلایی در نگارگری اسلامی و ایرانی، جلوه‌هایی از معانی باطنی جاری در بطن رنگ هایند روان‌شناسی رنگ در قرآن نیز مورد تامل جدی قرار گرفته‌است.
«قالوادع لنار بک بیین لنامالونها قال انه یقول انها بقره صفرا فاقع لونها تسرالناظرین» آیه‌ای که در آن رنگ زرد زرین عاملی برای سرور و انبساط خاطر ناظر معرفی می‌شود این آیه و همچنین احادیث و روایاتی که بر معانی رنگها دلالت می‌کردند (سفید که رنگ محبوب پیامبر بود و سبز که نشانه سیادت فرزندان علی (ع) و فاطمه (س) محسوب می‌شد) رنگ را عاملی مهم در جهت استفاده معنوی در جلوه‌های نگارگری معماری اسلامی قرار داد، اهمیت و جایگاه رنگ در معماری اسلامی مورد توجه کامل قرار گرفته‌است یکی از اصیل‌ترین رنگ‌های مطرح در هنر اسلامی رنگ فیروزه‌ای است، همچنین آبی لاجوردی هسته تمثیل مراقبه و مشاهده است، بیانگر بیکرانگی اسمان آرام و تفکربرانگیز سحرگاهان صاف و صمیمی است، در درون مسجد، برخلاف بیرون که کاشی کاری بیشتر با آجر عجین شده‌است.
نقوش کاشی با سفیدی نقوش گچ بری همراه است که تضاد چشم‌گیری را با فضای پر نقش و رنگ بیرون برقرار می‌سازد و باعث می‌شود فضای داخلی مسجد آرامش و قداست خاصی داشته باشد که این قداست از رنگ سفید فضا و از بی‌رنگی و بی نقشی سطوح داخلی نشات می‌گیرد، زیرا رنگ سفید به خصوص وقتی با نوعی خلوت، تفکر و سکوت همراه باشد، الهام گر نوعی بزرگی پاکی و اندیشه بالندگی است، بیشترین قسمت سطوح کاشی کاری‌ها به رنگ‌های سردی چون زنگاری‌ها، فیروزه ای‌ها و لاجوردی‌ها تعلق دارد، لاجوردی‌ها و رنگ‌های آبی‌فام عمق دارند که آدمی را به بی‌نهایت و به جهانی خیالی و دست نیافتنی می‌برند، آبی، گستردگی و وسعت آسمان صاف را به یاد می‌آورد. نشانه صلح است و رنگ بی گناهی، نور آبی، کسانی را که بی قرارند، آرام می‌کند، آبی همواره متوجه درون است و جنبه‌های گوناگون روح آدمی را نشان می‌دهد، در فکر و روح او داخل می‌شود و باروان او پیوند می‌خورد، آبی معنی ایمان می‌دهد و اشاره‌ای است به فضای لایتناهی و روح. آبی سمبل جاودانگی است .